# Majgaon
Majgaon is een census town in het district Sonitpur van de Indiase staat Assam. 

## Demografie
Volgens de Indiase volkstelling van 2001 wonen er 6820 mensen in Majgaon, waarvan 52% mannelijk en 48% vrouwelijk is. De plaats heeft een alfabetiseringsgraad van 83%. 